# Ненад Манојловић (певач)
Ненад Манојловић (Нови Сад, 28. август 1976) је српски фолк певач који се прославио у десетој сезони такмичења Звезде Гранда. Његова сестра је певачица Рада Манојловић. Живи и ради у Сремској Митровици. Био је члан Мегамикс бенда.

## Дискографија

### Синглови
- Као пас (2007)
- Живим од успомена (2011)
- Касно си се покајала (2011)
- Очи неверне (2012) са Ципирипи бендом
- Ти мени ја теби (2016)
- Понос града (2018)[3]
- Стиснем зубе (2020) са Биљаном Марковић
- Завет у аманет (2020) победничка песма Сабор народне музике Србије
- Ти мени, ја теби - дуетска верзија (2021) са Александром Младеновић
- Стари друже (2023) са Радетом Космајцем